# Довжківська сільська рада (Сколівський район)
Довжківська сільська рада — колишній орган місцевого самоврядування у Сколівському районі Львівської області. Адміністративний центр — село Довжки.

## Загальні відомості
Довжківська сільська рада утворена в 1940 році. Територією ради протікає річка Довжанка.

## Населені пункти
Сільській раді були підпорядковані населені пункти:
- с. Довжки
- с. Криве

## Склад ради
Рада складалася з 14 депутатів та голови.

### Керівний склад попередніх скликань
| ПІБ                      | Основні відомості                                                               | Дата обрання | Дата звільнення |
| ------------------------ | ------------------------------------------------------------------------------- | ------------ | --------------- |
| Лазор Василь Миколайович | Сільський голова, 1961 року народження, освіта середня спеціальна, безпартійний | 26.03.2006   | 31.10.2010      |
| Лазор Василь Миколайович | Сільський голова, 1961 року народження, освіта середня спеціальна, безпартійний | 31.10.2010   |                 |

Примітка: таблиця складена за даними джерела

## Населення
Згідно з переписом УРСР 1989 року чисельність наявного населення сільської ради становила 756 осіб, з яких 370 чоловіків та 386 жінок.
За переписом населення України 2001 року в сільській раді мешкали 742 особи.

### Мова
Розподіл населення за рідною мовою за даними перепису 2001 року:
| Мова       | Відсоток |
| ---------- | -------- |
| українська | 99,75 %  |
| білоруська | 0,13 %   |
| російська  | 0,13 %   |